# Giuseppe Barcella
Giuseppe Barcella, detto Pinù (Nembro, 26 marzo 1910 – Nembro, 1966), è stato un calciatore italiano, di ruolo centrocampista.

## Carriera
Cresce nelle categorie minori in società della provincia bergamasca (tra cui Nembrese, Sarnico e Nossese).
Il salto di qualità avviene con il passaggio al Lecco, in Prima Divisione. Durante l'esperienza con i blucelesti viene mandato un anno ad Alzano in prestito.
Successivamente viene acquistato dall'Atalanta. Con i bergamaschi debutta in Serie B e conquista una promozione in Serie A.
In seguito viene ceduto al Brescia tra i cadetti.
Conclude la carriera in Serie C con Pro Palazzolo e Lecco.

## Palmarès

### Club

#### Competizioni nazionali
- Serie C: 1

Lecco: 1942-1943

#### Competizioni regionali
- Campionato italiano di terza divisione: 1

Alzano: 1932-1933